# Kurt Gödel
Kurt Gödel (n. 28 aprilie 1906, Brünn, Austro-Ungaria – d. 14 ianuarie 1978, Princeton, New Jersey, SUA) a fost un logician, matematician și filozof austriac care în 1940 a emigrat în SUA, unde a activat în continuare, fiind considerat matematician american.

## Biografie
S-a născut în Austro-Ungaria, într-o familie de etnie germană.
Tatăl său, proprietar al unei fabrici de textile era catolic, iar mama protestantă.
Copilul a fost botezat în religia mamei sale, iar la vârsta de 12 ani, după prăbușirea imperiului, devine cetățean cehoslovac, dar la 23 de ani solicită cetățenia austriacă.
În 1938, când Germania nazistă a anexat Austria, Gödel devine cetățean german.
Încă din tinerețe s-a dovedit avid pentru cunoaștere și, cu toate că era pasionat pentru limbi străine, la 18 ani intră la Universitatea din Viena, unde studiază matematica și filozofia.
Participând la un seminar al lui Moritz Schlick, unde se studia Introduction to Mathematical Philosophy a lui Bertrand Russell, devine interesat de logica matematică.
Ulterior, avea să declare că acest domeniu este „o știință deasupra tuturor, care conține ideile și principiile care stau la baza tuturor științelor”.

## Activitate științifică
Gödel are cercetări fundamentale în matematică și logică: teorema completitudinii calculului cu predicate, metoda aritmetizării meta-matematicii, teorema incompletitudinii sistemelor formale, teorema imposibilității demonstrării necontradicției sistemelor formale cu mijloacele sistemului însuși, prima definiție a funcției recursive generale.
Aceste teoreme au fost inspirate din opera logică a lui Leibniz și au arătat că rolul formalizării matematice introduse de David Hilbert este de nerealizat.
Prima teoremă are însemnătate logică și conține importante implicații de ordin filozofic, fiindcă arată imposibilitatea unei formalizări complete a gândirii umane.
A stabilit că în orice sistem deductiv, destul de implicat pentru a include raționamente aritmetice, există teoreme matematice care pot fi nerezolvabile în cadrul sistemului (nu pot fi nici demonstrate, nici infirmate).
Teoremele de incompletitudine ale lui Gödel pun evidență caracterul deschis al cunoașterii matematice. În prima perioadă a activității sale, Gödel a făcut parte din Cercul de la Viena. Mai târziu a criticat subiectivismul lui Russell și al altora în problemele filosofice ale logicii moderne.
Gödel a studiat și algebra logicii a lui Boole.
A demonstrat că ipoteza conținutului nu vine în contradicție cu sistemul de axiome ale teoriei mulțimilor, dacă acest sistem nu este contradictoriu în sine.
Ocupându-se în mod special cu dezvoltarea logicii matematice, a demonstrat că necontradicția unui formalism care include logica obișnuită și aritmetica nu poate fi realizat cu simple instrumente care se mențin în cadrul formalismului însuși.
Deci în demonstrarea necontradicției aritmeticii trebuie să intervină considerații care să depășească cadrul strict finit în sens clasic.
Gödel s-a ocupat și cu teoria modelelor.
Este unul din subiectele best-seller-ului Gödel, Escher, Bach (1979), pentru care lui Douglas Hofstadter i s-a acordat Premiul Pulitzer.
Cu problemele abordate de Gödel s-a ocupat și matematicianul român C. Constantinescu în memoriul Semnificația rezultatelor lui Gödel pentru teoria sistemelor formale, lucrare apărută în Cercetări Filosofice nr. 2/1963.

## Scrieri
- 1931: Über formal unentscheidbare Satze der Principia Mathematica und verwandter Systeme;
- 1939: Beweis der allgemeine Cantorschen Kontinuumvermutung mit den Zermeloschen Axiomen der Mengenlehre;
- 1940: The consistency of the continuum hypothesis (Princeton).

## Alte articole
- Listă de oameni din Brno